# Phloeosporella ceanothi
Phloeosporella ceanothi är en svampart som först beskrevs av Ellis & Everh., och fick sitt nu gällande namn av Franz Xaver von Höhnel 1924. Phloeosporella ceanothi ingår i släktet Phloeosporella och familjen Dermateaceae.   Inga underarter finns listade i Catalogue of Life.